# Olibrus aeneus
Olibrus aeneus là một loài bọ cánh cứng trong họ Phalacridae. Loài này được Fabricius miêu tả khoa học năm 1792.